# Saint-Pierre-la-Bruyère
Saint-Pierre-la-Bruyère är en kommun i departementet Orne i regionen Normandie i nordvästra Frankrike. Kommunen ligger i kantonen Nocé som tillhör arrondissementet Mortagne-au-Perche. År 2022 hade Saint-Pierre-la-Bruyère 428 invånare.

## Befolkningsutveckling
Antalet invånare i kommunen Saint-Pierre-la-Bruyère
| Referens: INSEE |